# Philippe Sandler
Philippe Sandler (Ámsterdam, Países Bajos, 10 de febrero de 1997) es un futbolista neerlandés que juega como defensor en el NEC Nimega de la Eredivisie de Países Bajos.

## Trayectoria

### PEC Zwolle
Tras pasar por la academia juvenil del Ajax de Ámsterdam, Sandler firmó contrato con el PEC Zwolle el 17 de junio de 2016 por tres años.
El 13 de agosto de ese año debutó profesionalmente en la Eredivisie 2016-17 en un partido como local ante el Sparta de Rotterdam (derrota 0-3). Continuó jugando durante esa temporada afianzando su lugar en el equipo.
Ya en la Eredivisie 2017-18 se consolidó como pieza importante del equipo revelación de la liga neerlandesa al punto de ser nominado como mejor defensor de la primera parte de la liga junto con Matthijs de Ligt del Ajax, Daniel Schwaab del PSV Eindhoven y Renato Tapia del Feyenoord Rotterdam.

### Manchester City
El 31 de enero de 2018 el Manchester City pagó 2,5 millones de libras esterlinas para quedarse con la ficha del jugador. Sin embargo, Sandler continuaría como cedido en el Zwolle hasta final de temporada. El jugador neerlandés firmó un contrato por 4 años y medio. Según los reportes por los cuales el equipo inglés definió su contratación, Sandler fue definido como el nuevo Virgil van Dijk.